# Leland Orser
Leland Jones Orser (San Francisco, California; 6 de agosto de 1960) es un actor de cine y televisión estadounidense. Es un actor de reparto que ha tenido pequeños roles en muchas películas y shows de televisión.

## Carrera
Orser hizo su debut en televisión en 1991, en el show Gabriel's Fire. Sus siguientes papeles fueron pequeñas apariciones en The Golden Girls, Cheers, L.A. Law, The X-Files, NYPD Blue, Law and Order: SVU y CSI: Crime Scene Investigation. En 1999 tuvo el papel principal en un capítulo de la serie Más allá del límite, un rol aparentemente escrito por el guionista Eric Saltzgaber especialmente para Orser. Los seguidores de Married... with Children lo recuerdan por su actuación como invitado interpretando a un cínico director de publicidades.
Ha participado en muchas películas populares. En 1995 apareció en Seven de David Fincher, haciendo el papel del arrestado en el motel, una de las víctimas del pecado de la lujuria. En 1997 hizo el papel de Larry Purvis en Alien: Resurrección, una de las víctimas infectadas experimentalmente. En 1998 tuvo un papel en la superexitosa Saving Private Ryan, dirigida por Steven Spielberg, interpretando al traumatizado piloto de un planeador derribado. Interpretó al antogonista Richard Thompson en el thriller El coleccionista de huesos. En 2002 apareció en Pearl Harbor como un herido salvado por el personaje de Kate Beckinsale. En 2003 tuvo un papel en la adaptación filmica del cómic Daredevil. 
Orser también actuó en las series de Star Trek, interpretando dos papeles diferentes en dos episodios de Star Trek: espacio profundo nueve. Además es un holograma homicida en un episodio de Star Trek: Voyager. Más tarde tuvo otro papel en un episodio de Star Trek: Enterprise.
Entre 2004 y 2009 interpretó al Jefe de Cirugía, el Dr. Lucien Dubenko, un personaje habitual en la serie ER.

## Vida personal
Desde 1987 a 1989, Orser estuvo casado con la actriz Roma Downey; actualmente está casado con la actriz Jeanne Tripplehorn y tiene un hijo con ella.

## Filmografía

### Películas
- Taken 3 (2015) .... Sam Gilroy
- The Guest (2014)
- The Gambler (2014)
- Taken 2 (2012) .... Sam Gilroy
- Tilda (telefilm, 2011)
- Morning (2010) .... Mark
- Pleading Guilty (telefilm, 2010) .... Bert Kamin
- Give 'em Hell, Malone (2009) .... Murphy
- Taken (2008) .... Sam Gilroy
- The Good German (2006) .... Bernie
- Homeland Security (telefilm, 2004) .... Sol Binder
- Twisted (2004) .... Edmund Cutler
- Runaway Jury (2003) .... Lamb
- Daredevil (2003) .... Wesley Owen Welch
- Confidence (2003) .... Lionel Dolby
- Brother's Keeper (2002) .... Travis
- Pearl Harbor (2001) .... Major Jackson
- Rebel Yell (2000) .... Billy Idol
- El coleccionista de huesos (1999) .... Richard Thompson
- Resurrection (1999) .... Det. Andrew Hollinsworth
- Very Bad Things (1998) .... Charles Moore
- Saving Private Ryan (1998) .... Lt. DeWindt
- Alien: Resurrection (1997) .... Larry Purvis
- Exceso de equipaje (1997) .... Detective Barnaby
- Invader (1997) .... Michael Perkett, NASA
- To Love, Honor and Deceive (telefilm, 1996) .... FBI Special Agent Kyle Lassiter
- Back to Back (telefilm, 1996) .... Wheelchair Guy
- Escape from L.A. (1996) .... Test Tube
- Baby Face Nelson (1996) .... Benny Bakst
- Independence Day (1996) .... Tech / Medical Assistant #1
- Red Ribbon Blues (1996) .... James
- Phoenix (1995) .... Doctor Riley
- Piranha (telefilm, 1995) .... Terry Wechsler
- Seven (1995) .... Crazed Man in Massage Parlour
- Girl in the Cadillac (1995) .... Used car salesman
- Dead Badge (1995) .... Pellman
- Cover Story (1993) .... Julian

### Series de televisión
- 2016-2024 Berlin Station
- Magic City .... Mike Strauss (1 episodio, 2012)
- NCIS: Los Angeles .... Professor Gareth Carlyle (1 episodio, 2011)
- 24 .... Martin Collier (4 episodios, 2009)
- Law & Order: Criminal Intent .... Reverend Wyler (1 episodio, 2009)
- ER .... Dr. Lucien Dubenko (61 episodios, 2004-2009)
- Shark .... Brent Gilroy (1 episodio, 2007)
- Wonderland .... Wendall Rickle (2 episodios, 2000)
- Enterprise .... Loomis (1 episodio, 2003)
- Law & Order: Special Victims Unit .... Kevin Walker (1 episodio, 2003)
- The Lyon's Den .... Fritz Scott (1 episodio)
- CSI: Crime Scene Investigation .... Morris Pearson (1 episodio, 2002)
- The Pretender .... Argyle (3 episodios, 1998-2000)
- The Outer Limits .... Dr. Arthur Zeller (1 episodio, 1999)
- Brooklyn South .... ER Intern (1 episodio, 1998)
- Star Trek: Voyager .... Dejaren (1 episodio, 1997)
- NYPD Blue .... John Highsmith / Les Treet / Zeppo ... (3 episodios, 1994-1997)
- Almost Perfect .... Henry (1 episodio, 1996)
- Married with Children .... Director / ... (3 episodios, 1995-1996)
- Boston Common .... Lon (1 episodio, 1996)
- Mad About You .... Professor Gittelson (1 episodio, 1996)
- Murder One .... Myron Elkins (1 episodio, 1995)
- Ned and Stacey .... Phil (1 episodio, 1995)
- Star Trek: Deep Space Nine .... Gai / ... (2 episodios, 1993-1995)
- The X Files .... Jason Ludwig (1 episodio, 1994)
- Dr. Quinn, Medicine Woman .... Ayudante (2 episodios, 1994)
- Moon Over Miami .... Lyle (1 episodio)
- L.A. Law .... Richard Daggett (1 episodio, 1993)
- Herman's Head .... Ralph (1 episodio, 1993)
- Cheers .... Mark (1 episodio, 1992)
- Eerie, Indiana .... Assistant Director (1 episodio, 1992)
- Reasonable Doubts .... Chip Englund (2 episodios, 1991)
- Empty Nest .... Don MacKenzie (1 episodio, 1991)
- The Golden Girls .... Salonero (1 episodio, 1991)
- Gabriel's Fire .... Edward (1 episodio, 1991)